# Licone di Atene
Licone di Atene (in greco antico: Λύκων?, Lýkōn; Atene, V secolo a.C. – IV secolo a.C.) è stato un politico ateniese.

## Biografia
Licone è un personaggio poco conosciuto. Oratore, fu bersaglio di poeti comici come Eupoli o Cratino. Appartenente alla cerchia di Anito, secondo lo storico  Claude Mosse sostenne sistematicamente i propri interessi in riunioni o processi. Dei tre accusatori al processo a Socrate, Licone è il meno conosciuto; la sua identificazione storica a volte si è prestata a polemiche. Suo figlio, Autolico, pugile vincitore della gara delle Panatenee è stato uno dei condannati a morte del regime dei Trenta tiranni. 
Nel processo a Socrate, Licone, assieme all'oratore Anito e al poeta Meleto, lanciò l'accusa contro il filosofo: egli si occupò dell'inizio del procedimento. Nell'aprile del 399 a.C., Socrate venne accusato da Meleto, assieme ai suoi amici (Licone e Anito), di due delitti, suddivisi in tre capi d'accusa:
1. Non riconoscere gli dei adorati nella città;
2. Introdurre nuove divinità;
3. Corrompere i giovani[4].

Anito sostenne, inoltre, che il filosofo era il mentore di Crizia, uno dei Trenta tiranni. Secondo Senofonte, Socrate aveva pubblicamente criticato Anito per la sua pretesa che il figlio gli succedesse negli affari e di averlo istruito per questo scopo. Fu quindi per rancori personali che Anito accusò Socrate. Socrate fu riconosciuto colpevole e condannato a bere la cicuta. Dopo la morte del filosofo, la folla si rivoltò contro i suoi accusatori.

### Fonti primarie
- Le Banquet, commentato da Luc Brisson, Éditions Flammarion
- Le Banquet, commentato da Pierre Chambry, Éditions Flammarion
- Apologia di Socrate, commentata da Paul Lemaire, Éditions Hatier

### Fonti secondarie
- Claude Mossé, - 399. Le Procès de Socrate, Bruxelles, Complexe, 1987, ISBN 2-87027-201-4.